# Mouvement démocratique de la rénovation malgache
Il Mouvement démocratique de la rénovation malgache (MDRM) è stato un partito politico del Madagascar, fondato nel febbraio del 1946 e disciolto il 10 maggio 1947. È stato il primo partito politico formatosi in  Madagascar, in seguito alla Conferenza di Brazzaville del 1944, nel corso della quale il Generale Charles de Gaulle propose la trasformazione delle colonie in Territori francesi d'oltremare, garantendo una loro rappresentanza in seno alla Assemblea nazionale francese.
Ben organizzato e guidato da un gruppo di intellettuali in prevalenza di etnia Merina, l'MDRM ottiene alle elezioni legislative del novembre 1946 un notevole successo, riuscendo a portare in seno alla Assemblée Nationale francese tre deputati: Joseph Raseta, Joseph Ravoahangy e Jacques Rabemananjara, eletti sulla base di un programma politico che propugnava il raggiungimento della indipendenza del Madagascar attraverso canali legali.
Dopo la sanguinosa Rivolta del Madagascar del marzo del 1947, e la feroce repressione susseguente, l'MDRM fu accusato di aver fomentato i disordini. Le autorità coloniali ne decretarono lo scioglimento, ponendo agli arresti i suoi dirigenti, compresi i tre deputati eletti in seno alla Assemblea nazionale, nonostante godessero della immunità parlamentare. Raseta, Ravoahangy e Rabemananjara vengono condannati al carcere a vita, e rimarranno in prigione in Francia sino all'amnistia del 1956.
Con lo scioglimento dell'MDRM, il Parti des déshérités de Madagascar (PADESM), un raggruppamento di ispirazione socialdemocratica, favorevole a un processo di autonomia graduale, guidato da Philibert Tsiranana, rimane l'unico interlocutore dei francesi nella fase di transizione verso l'indipendenza del Madagascar.
Dopo la proclamazione, il 26 giugno 1960, della Prima repubblica malgascia, il Presidente Tsiranana permette il rientro in patria degli esponenti del MDRM ancora in esilio.